# Nossa Senhora de Cardigan
A Nossa Senhora de Cardigan (em galês: Mair ou Aberteifi; em inglês: Our Lady of Cardigan) é uma estátua da Virgem Maria criada pela Irmã Concordia Scott e situada numa capela em Cardigan, no Santuário nacional católico de Gales no Reino Unido.
Segundo a lenda, uma estátua que representava a Virgem Maria segurando um menino nos braços foi encontrado ao lado do rio Teifi, no sudoeste de Gales, com uma vela acesa na mão. A estátua foi levada à igreja parroquial, ainda que transladou-se várias vezes dantes de que uma igreja fosse construído especialmente para albergar o santuário. A presente Igreja de Nossa Senhora de Cardigan data de ao redor de 1158, o que a faz um santuário a mais de 800 anos de antiguidade.
Acredita-se que a estátua original foi levada a Londres e destruído no Chelsea em 1538, junto com outras imagens marianas baixos as ordens de Thomas Cromwell primeiro conde de Essex, premiê do rei Henrique VIII.
Em 1952, o Bispo de Menevia, John Edward Petit, foi informado de que Cardigan uma vez tinha possuído um famoso santuário e lugar de peregrinação, e uma nova estátua foi talhada sobre a base da descrição da original.
A nova estátua foi abençoada na catedral de Westminster em Londres e levada a todas as paróquias da Dioceses de Menevia antes de chegar a Cardigan onde foi colocada na igreja de Nossa Senhora das Dores. Quatorze anos mais tarde, uma nova igreja, Nossa Senhora de Taper, foi consagrada, e a estátua foi colocada em sua localização atual.
1. ↑  «Our Lady of Cardigan: The Story of the Shrine» (em inglês). Consultado em 10 de febrero de 2014. Cópia arquivada em 6 de febrero de 2012 Verifique data em: |acessodata=, |arquivodata= (ajuda)